# Supercell (專輯)
《supercell》是音樂製作團體supercell的第一張錄音室專輯，在2009年3月4日由GT music品牌發行。

## 概要
歌手使用了語音合成軟體「初音未來」，supercell的出道專輯。把在2008年於Comike74發表的自主製作盤的音源再混音，增加了及兩首歌。初回限定版及一般版都有附有CD及DVD，初回版付屬名為「supercell works」的畫集。另外在animate、虎之穴、Gamers買入會贈送海報（繪圖各自不同），Sony Music Shop則附送特製的滑鼠墊。
2012年8月12日，本专辑在中国大陆上市，成为中国大陆引进的首张初音未来的音乐专辑；惟中国大陆版专辑只包含了Disc.01（CD）而没有附带原版专辑所含的Disc.02（DVD）。

## 銷量
於2009年3月3日的ORICON每天計算的排行榜中錄得2.0萬張銷量，初登場第2位的記錄。同年3月16日的一周計算排行榜中錄得5.6萬張銷量，初登場第4位的記錄。亦因如此，livetune feat.初音未來的《Re:package》在一周排名亦升上第5位，刷新了初音未來關連CD的最高銷量記錄。。已登場3星期3月30日的排行榜錄得24位，銷量突破7萬張。而且在發行後第4周4月6日的排行榜亦錄得第36位，與livetune feat.初音未來《Re:MIKUS》、doriko feat.初音未來《unformed》、Super Producers feat.初音未來《EXIT TUNES PRESENTS Vocarhythm feat.初音未來》，合共4張初音未來關鍵作品均得到了在100位裡入榜的成就。。本專輯在網上預約的男女比為55比45，作為製作人的清水一光對這數字表示「網絡系的商品男性的預約佔9成也不會奇怪，女性算是非常支持」。

## 收錄曲目
本作的收錄曲除了以外都有各自的插畫作為歌詞卡的背景。

### Disc.01（CD）
| 序号 | 原文标题 | 台湾标题                   | 大陆标题         |
| ---- | -------- | -------------------------- | ---------------- |
| 01   |          | 戀愛是場戰爭               | 爱是战争         |
| 02   |          | Heartbreaker               | 令我伤心的人     |
| 03   |          | Melt                       | 融化             |
| 04   |          | Black★Rock shooter         | 黑岩★射手        |
| 05   |          | Kurukuru mark 那厲害的傢伙 | 转来转去的大家伙 |
| 06   |          | LINE                       | 轨迹             |
| 07   |          | 世界第一的公主殿下         | 世界属于我       |
| 08   |          | 第一次戀情結束時           | 初恋终结之时     |
| 09   |          | 說謊的Parade               | 说谎者的游行     |
| 10   |          | 那一秒 慢動作              | 这一秒 慢动作    |
| 11   |          | 怪人                       | 别扭的人         |
| 12   |          | 下次見                     | 再见             |

### Disc.02（DVD）
1. （带字幕）
2. （带字幕）
3. （带字幕）
4. （带字幕）

## 備註
1. ↑  .   [2009年3月6日]. （原始内容存档于2009年3月6日） （日语）.
2. ↑  .   [2009年3月6日]. （原始内容存档于2009年3月24日） （日语）.
3. ↑  .   [2009年3月6日]. （原始内容存档于2014年4月7日） （日语）.
4. ↑  .   [2009年3月6日]. （原始内容存档于2009年2月27日） （日语）.
5. ↑  .   [2009年3月6日]. （原始内容存档于2009年3月6日） （日语）.
6. ↑  . ORICON STYLE (オリコンDD). 2009年3月5日  [2009年3月18日]. （原始内容存档于2009年3月12日）.
7. ↑  . axive (ユービック). 2009年3月9日  [2009年3月14日]. （原始内容存档于2009年6月7日）.
8. 1 2  . 朝日新聞朝刊第13版 (朝日新聞社). 2009-03-12: 27面  [2009-03-13]. （原始内容存档于2009-03-15）.
9. ↑  . ORICON STYLE (オリコンDD). 2009年3月27日  [2009年4月1日]. （原始内容存档于2009年10月22日）.
10. ↑  . ORICON STYLE (オリコンDD). 2009年4月1日  [2009年4月1日]. （原始内容存档于2009年8月10日）.
11. 1 2  丹治吉順; 竹原大祐. . 朝日新聞土曜版be on Saturday Business (朝日新聞社). 2009-03-21: b3面.